# Placerville (Californië)
Placerville is een plaats in El Dorado County in Californië in de VS.

## Geografie
Placerville bevindt zich op 38°43′45″Noord, 120°48′11″West. De totale oppervlakte bedraagt 15,0 km² (5,8 mijl²), wat allemaal land is.

## Demografie
Volgens de census van 2000 bedroeg de bevolkingsdichtheid 639,7/km² (1656,2/mijl²) en bedroeg het totale bevolkingsaantal 9610 als volgt onderverdeeld naar etniciteit:
- 88,56% blanken
- 0,23% zwarten of Afrikaanse Amerikanen
- 1,27% inheemse Amerikanen
- 0,88% Aziaten
- 0,12% mensen afkomstig van eilanden in de Grote Oceaan
- 5,79% andere
- 3,14% twee of meer rassen
- 12,61% Spaans of Latino

Er waren 4001 gezinnen en 2484 families in Placerville. De gemiddelde gezinsgrootte bedroeg 2,34.

## Plaatsen in de nabije omgeving
De onderstaande figuur toont nabijgelegen plaatsen in een straal van 24 km rond Placerville.